# بنو صمادح

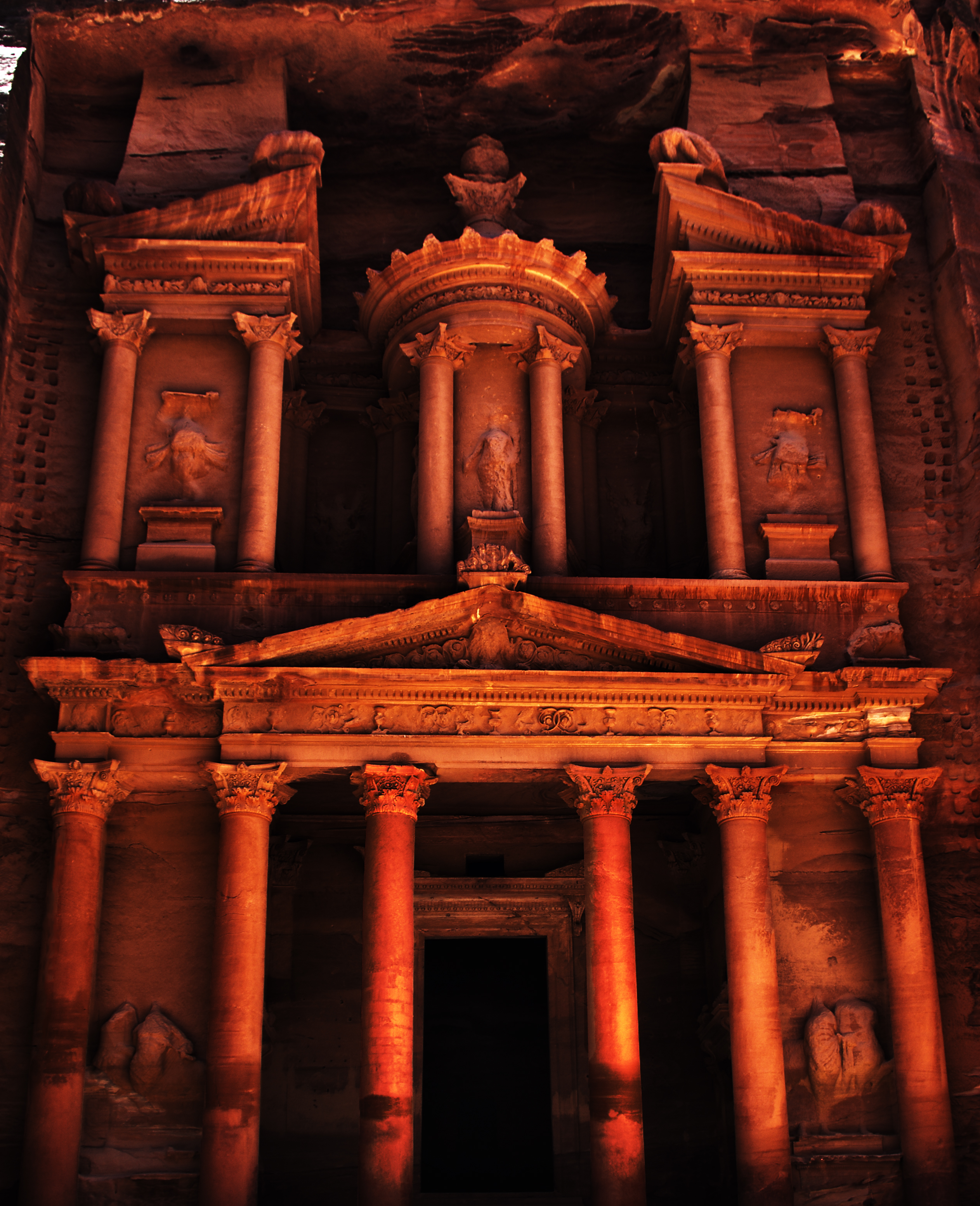

سلالة عربية من كندة، استوطن جدهم الأكبر أبو يحيي بن أحمد بن صمادح مدينة وشقة، وتولي أمورها في أيام الخليفة الأموي هشام المؤيد بالله. وفي عهد الاضطرابات استطاع منذر التجيبي صاحب سرقسطة طرد أبي يحيي بن صمادح، فلجأ أبو يحيي إلي عبد العزيز بن أبي عامر صاحب بلنسية، الذي أكرمه وزوج ابنته إلى ابنه معن بن أبي يحيى بن الصمادح وولاه علي المرية.

## الحكم
- وشقة
- ألمرية من 1041 م. الي 1091 م

## الحكام في المريه
- معن بن محمد بن أحمد بن صمادح التجيبي : (من 1041 م.الي 1051 م.) نجح في الاستحواذ على إمارة المرية الصغيرة بعد أن أقدم معن علي خيانة صهره عبد العزيز بن عامر فاستقل بالمرية وتناسي ما فعله معه عبد العزيز حين أواه هو وأباه عندما طردهما منذر التجيبي.
- المعتصم بن صمادح :أبو يحيى بن معن بن صمادح ( من 1051 م.الي 1091م.)وسمَّى نفسه معز الدولة، فلما تلقَّبت ملوك الأندلس بالألقاب السلطانية تلقَّب هو أيضاً باسمين من ألقابها، فسمّى نفسه المعتصم بالله الواثق بفضل الله، وقد جرى أبو يحيى مع رجاله على أحسن سيرة في جنده ورعيته، فحسنت أيامه واستقرَّت دولته، وكان من أهل الأدب والمعارف فاضلاً عاقلاً، وكان لأهل الشعر عنده سوق نافقة، فقصده جمع منهم وأقام ملكاً بمدينة المرية دام إحدى وأربعين سنة، توفي سنة 1091م
- أحمد معز الدولة بن أبو يحيى بن معن بن صمادح ( سنه1091 م )،سرعان ما اعتزل العرش لقدوم المرابطين، وكان والده قد أوصاه إذا بلغه أن المعتمد بن عباد جرى عليه شيء من قبل المرابطين أن يركب البحر إلى قلعة بني حماد، فلما بلغه خلع المعتمد بن عباد، كاتب المنصور بن الناصر الحمَّادي صاحب قلعة بني حماد من عمل بجَّاية واستأذنه في الوصول إلى بلاده، فأذن له حيث بقي في مدينة دلس حتى وفاته.